# 마쓰모토 마사야
마쓰모토 마사야(일본어: 松本 昌也, 1995년 1월 25일 ~ )는 일본의 축구 선수이다.

## 구단 경력
그는 2013년부터 J리그의 오이타 트리니타, 주빌로 이와타에서 뛰었다.

## 국가대표팀 경력
그는 2011년 FIFA U-17 월드컵에 참가할 일본 U-17 국가대표팀에 발탁되었으며, 5경기에 출전, 1득점을 넣어서, 8강 진출에 기여했다.